# Приз за найкращий сценарій (Каннський кінофестиваль)
Приз за найкращий сценарій (фр. Prix du scénario) — нагорода, яку присуджує з 1949 року (починаючи з 1994-го — щорічно) журі Каннського міжнародного кінофестивалю одному чи кільком авторам, чиї сценарії до фільму було визнано найкращими серед фільмів головного конкурсу.
З 1949 по 1994 рік нагороду присуджували нерегулярно. 1994 року нагородження призом за найкращий сценарій було відновлено на постійній основі, на прохання Товариства драматичних авторів і композиторів (Société des auteurs et compositeurs dramatiques, SACD).

## Лауреати
| Рік     | Фільм                                                                              | Оригінальна назва                                                                  | Сценарист(и)                                                                       | Країна                                                                             |
| ------- | ---------------------------------------------------------------------------------- | ---------------------------------------------------------------------------------- | ---------------------------------------------------------------------------------- | ---------------------------------------------------------------------------------- |
| 1949    | Втрачені кордони                                                                   | Lost Boundaries                                                                    | Альфред Л. Веркер                                                                  | США                                                                                |
| 1950    | Фестиваль не проводився                                                            | Фестиваль не проводився                                                            | Фестиваль не проводився                                                            | Фестиваль не проводився                                                            |
| 1951    | Версія Браунінга                                                                   | The Browning Version                                                               | Теренс Реттігґен                                                                   | Велика Британія                                                                    |
| 1952    | Поліцейські і злодії                                                               | Guardie e ladri                                                                    | П'єро Телліні                                                                      | Італія                                                                             |
| 1953-57 | Не присуджували                                                                    | Не присуджували                                                                    | Не присуджували                                                                    | Не присуджували                                                                    |
| 19581   | Молоді чоловіки                                                                    | Giovani mariti                                                                     | П'єр Паоло Пазоліні, Массімо Франчіоза, Паскуале Феста Кампаніле                   | Італія                                                                             |
| 1959-62 | Не присуджували                                                                    | Не присуджували                                                                    | Не присуджували                                                                    | Не присуджували                                                                    |
| 1963    | Кодін                                                                              | Codine                                                                             | Думітру Карабат, Анрі Кольпі, Ів Жам'як                                            | Румунія Франція                                                                    |
| 1964    | Не присуджували                                                                    | Не присуджували                                                                    | Не присуджували                                                                    | Не присуджували                                                                    |
| 1965    | 317-й взвод                                                                        | La 317ème section                                                                  | П'єр Шендерфер                                                                     | Франція                                                                            |
| 1965    | Пагорб                                                                             | The Hill                                                                           | Рей Рігбі                                                                          | Велика Британія                                                                    |
| 1966    | Не присуджували                                                                    | Не присуджували                                                                    | Не присуджували                                                                    | Не присуджували                                                                    |
| 1967    | Кожному своє                                                                       | A ciascuno il suo                                                                  | Еліо Петрі                                                                         | Італія                                                                             |
| 1967    | Гра в кровопролиття                                                                | Jeu de massacre                                                                    | Ален Жессюа                                                                        | Франція                                                                            |
| 1968    | Фестиваль не проводився                                                            | Фестиваль не проводився                                                            | Фестиваль не проводився                                                            | Фестиваль не проводився                                                            |
| 1969-73 | Не присуджували                                                                    | Не присуджували                                                                    | Не присуджували                                                                    | Не присуджували                                                                    |
| 1974    | Шугарлендський експрес                                                             | The Sugarland Express                                                              | Стівен Спілберг, Гел Бервуд, Метью Роббінс                                         | США                                                                                |
| 1975-79 | Не присуджували                                                                    | Не присуджували                                                                    | Не присуджували                                                                    | Не присуджували                                                                    |
| 19802   | Тераса                                                                             | La terrazza                                                                        | Фуріо Скарпеллі, Адженорі Інкроччі, Етторе Скола                                   | Італія                                                                             |
| 1981    | Мефісто                                                                            | Mephisto                                                                           | Іштван Сабо                                                                        | Угорщина                                                                           |
| 1982    | Місячне сяйво                                                                      | Moonlighting                                                                       | Єжи Сколімовський                                                                  | Польща                                                                             |
| 1983    | Не присуджували                                                                    | Не присуджували                                                                    | Не присуджували                                                                    | Не присуджували                                                                    |
| 19843   | Подорож до Кітерії                                                                 | Taxidi sta Kithira                                                                 | Тео Ангелопулос, Танасіс Валтінос, Тоніно Гуерра                                   | Греція Італія                                                                      |
| 1985-93 | Не присуджували                                                                    | Не присуджували                                                                    | Не присуджували                                                                    | Не присуджували                                                                    |
| 1994    | Підступність слави                                                                 | Grosse fatigue                                                                     | Мішель Блан                                                                        | Франція                                                                            |
| 1994    | Не присуджували                                                                    | Не присуджували                                                                    | Не присуджували                                                                    | Не присуджували                                                                    |
| 1996    | Нікому не відомий герой                                                            | Un héros très discret                                                              | Жак Одіар, Ален Леанрі                                                             | Франція                                                                            |
| 1997    | Ожеледь                                                                            | Ice storm                                                                          | Рік Муді                                                                           | США                                                                                |
| 1998    | Генрі Фул                                                                          | Henry Fool                                                                         | Гел Гартлі                                                                         | США                                                                                |
| 1999    | Молох                                                                              | Moloch                                                                             | Юрій Арабов                                                                        | Росія                                                                              |
| 2000    | Сестричка Бетті                                                                    | Nurse Betty                                                                        | Джон С. Річардс                                                                    | США                                                                                |
| 2001    | Нічия земля                                                                        | No man's land                                                                      | Даніс Танович                                                                      | Боснія і Герцеговина                                                               |
| 2002    | Милі шістнадцять років                                                             | Sweet sixteen                                                                      | Пол Леверті                                                                        | Велика Британія                                                                    |
| 2003    | Навали варварів                                                                    | Les Invasions barbares                                                             | Дені Аркан                                                                         | Канада                                                                             |
| 2004    | Подивися на мене                                                                   | Comme une image                                                                    | Жан-П'єр Бакрі, Аньєс Жауї                                                         | Франція                                                                            |
| 2005    | Три могили                                                                         | The Three Burials of Melquiades Estrada                                            | Гільєрмо Арріаґа                                                                   | США Франція                                                                        |
| 2006    | Повернення                                                                         | Volver                                                                             | Педро Альмодовар                                                                   | Іспанія                                                                            |
| 2007    | На іншій стороні                                                                   | Auf der anderen Seite                                                              | Фатіх Акін                                                                         | Німеччина                                                                          |
| 2008    | Мовчання Лорни                                                                     | Le silence de Lorna                                                                | Жан-П'єр Дарденн, Люк Дарденн                                                      | Бельгія                                                                            |
| 2009    | Весняна лихоманка                                                                  | 春风沉醉的晚上                                                                     | Мей Фен                                                                            | КНР                                                                                |
| 2010    | Поезія                                                                             | 시                                                                                 | Лі Чхан Дон                                                                        | Південна Корея                                                                     |
| 2011    | Виноска                                                                            | הערת שוליים                                                                        | Йосеф Седар                                                                        | Ізраїль                                                                            |
| 2012    | За пагорбами                                                                       | După dealuri                                                                       | Крістіан Мунджіу                                                                   | Румунія                                                                            |
| 2013    | Дотик гріха                                                                        | 天注定                                                                             | Цзя Чжанке                                                                         | КНР                                                                                |
| 2014    | Левіафан                                                                           | Левиафан                                                                           | Олег Негін, Звягінцев Андрій Петрович                                              | Росія                                                                              |
| 2015    | Хронік                                                                             | Chronic                                                                            | Мішель Франко                                                                      | Мексика                                                                            |
| 2016    | Комівояжер                                                                         | فروشنده‎                                                                            | Асгар Фархаді                                                                      | Іран                                                                               |
| 2017    | Убивство священного оленя                                                          | ‎The Killing of a Sacred Deer                                                       | Йоргос Лантімос та Ефтіміс Філіппоу                                                | Велика Британія Ірландія США                                                       |
| 2017    | Тебе ніколи тут не було                                                            | You Were Never Really Here                                                         | Лінн Ремсі                                                                         | США                                                                                |
| 2018    | Щасливий Ладзаро                                                                   | ‎Lazzaro Felice                                                                     | Аліче Рорвахер                                                                     | Італія                                                                             |
| 2018    | Три обличчя                                                                        | سه چهره                                                                            | Джафар Панагі                                                                      | Іран                                                                               |
| 2019    | Портрет молодої жінки у вогні                                                      | ‎Portrait de la jeune fille en feu                                                  | Селін Ск'ямма                                                                      | Франція                                                                            |
| 2020    | Фестиваль не проводився, нагород того року не було вручено через пандемію COVID-19 | Фестиваль не проводився, нагород того року не було вручено через пандемію COVID-19 | Фестиваль не проводився, нагород того року не було вручено через пандемію COVID-19 | Фестиваль не проводився, нагород того року не було вручено через пандемію COVID-19 |
| 2021    | Сядь за кермо моєї машини                                                          | ‎ドライブ・マイ・カー                                                               | Рюсуке Хамагуті, Такамаса Ое                                                       | Японія                                                                             |
| 2022    | Хлопчик з небес                                                                    | صبي من الجنة                                                                       | Тарік Салех                                                                        | Швеція Франція Фінляндія                                                           |
| 2023    | Монстр                                                                             | 怪物                                                                               | Сакамото Юдзі                                                                      | Японія                                                                             |
| 2024    | Субстанція                                                                         | The Substance                                                                      | Коралі Фаржа                                                                       | Велика Британія США Франція                                                        |

↑  Цього року приз вручено під назвою за Оригінальний сценарій (фр. Prix du scénario original).

↑  Цього року приз вручено під назвою за Сценарій та діалоги (фр. Prix du scénario et des dialogues au Festival International du Film).

↑  Цього року приз вручено під назвою за Найкращий оригінальний сценарій (фр. Prix du meilleur scénario original).

## Статистика
Країни за кількість нагород:
- 11 призів :  Франція
- 7 призів :  США
- 5 призів :  Італія
- 5 призів :  Велика Британія
- 3 приза :  Німеччина
- 2 приза :  Румунія,  Росія,  КНР
- 1 приз :  Австрія,  Бельгія,  Боснія і Герцеговина,  Канада,  Південна Корея,  Іспанія,  Греція,  Ізраїль,  Мексика, 
 Угорщина,   Туреччина